# Thurman Barker

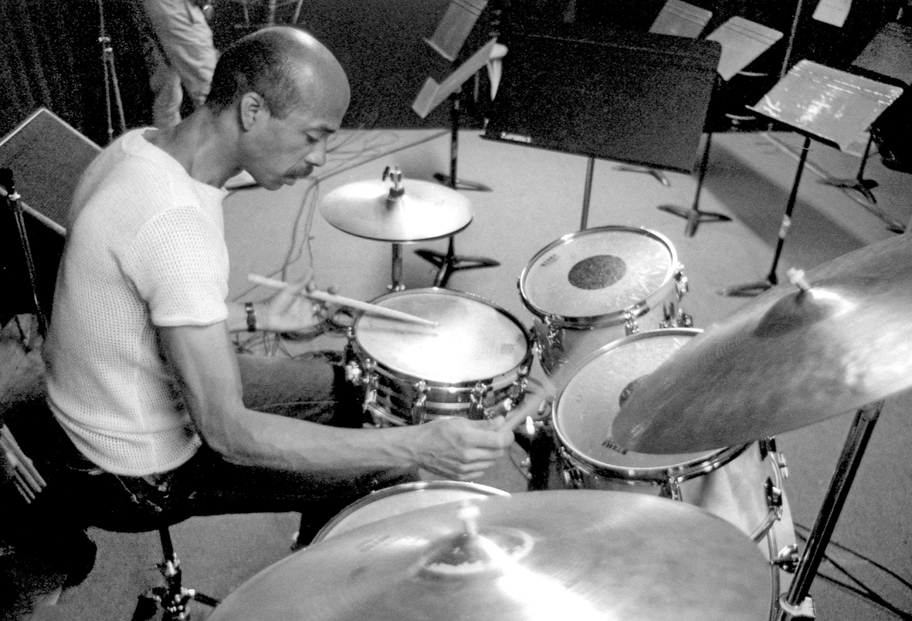
Thuman Barker (1984)

Thurman Barker (* 8. Januar 1948 in Chicago, Illinois) ist ein US-amerikanischer Jazz-Schlagzeuger, Perkussionist  und Komponist.

## Leben und Wirken
Barker begann seine Karriere als Musiker, als er mit sechzehn Jahren den Bluessänger Mighty Joe Young begleitete. Er studierte zunächst am Empire State College, wo er mit dem Bachelor abschloss. Später studierte er am American Conservatory of Music bei Harold Jones und an der Roosevelt University in Chicago bei Edward Parimba Schlagzeug und Perkussion. Er spielte zunächst als Begleitmusiker für Billy Eckstine, Bette Midler und Marvin Gaye. Für die Dauer von 10 Jahren war Barker der Haus-Schlagzeuger am Schubert Theatre in Chicago, wo er durchreisende Theater-Tourneegruppen bei Aufführungen wie Hair begleitete. 1968 spielte er in Joseph Jarmans erster Formation (vor Gründung des Art Ensembles). Schließlich schloss er sich der Association for the Advancement of Creative Musicians (AACM) an, der er sich bis heute verbunden fühlt. Er arbeitete in den 1970er und 1980er Jahren mit Musikern im Umfeld des AACM wie Muhal Richard Abrams, Pheeroan akLaff, Leroy Jenkins, Roscoe Mitchell, aber auch mit Billy Bang, Lawrence Butch Morris, Henry Threadgill und vor allem mit Cecil Taylor, mit dem er mehrfach auch in Europa auf Tournee war. Ende der 1970er Jahre war er Mitglied in den Formationen von Anthony Braxton und Sam Rivers, Mitte der 1980er Jahre spielte er im Trio von Jarman und Amina Claudine Myers. Unter seinem eigenen Plattenlabel „Uptee“ veröffentlichte Barker zudem vier eigene Alben. Gegenwärtig (2012) leitet er das Ensemble Thurman Barker’s Time Factor, dem James Emery, Rob Schwimmer (Keyboards) und Jerome Harris (Bass) angehören.
Neben seiner Tätigkeit als Schlagzeuger betätigt sich Barker in den 1990er Jahren vermehrt als Komponist. 1994 wurde sein Werk „Dialogue“ in der Merkin Concert Hall in New York aufgeführt. Danach führte das Woodstock Chamber Orchestra zwei Kompositionen von ihm auf, im Mai 1999 „Expansions“, im Oktober 2000 „Time Factor“. Seit 1993 unterrichtet er außerdem am Bard College in Annandale-on-Hudson, New York, wo er Associated Professor ist. 1999 hatte er eine Gastprofessur an der Universität von Sankt Petersburg.
Thurman Barker gehört wie Pheeroan akLaff, Phillip Wilson, Steve McCall und Don Moye zu der Generation von Jazzschlagzeugern, die – trotz ihrer engen Beziehung zum Freien Jazz – in zunehmendem Maße zum Spiel über ein Metrum bzw. über einen durchgehenden Beat zurückgefunden haben, wobei die einst erspielte Freiheit allerdings nicht aufgegeben, sondern im traditionelleren Spiel impliziert ist und als erweiternde Erfahrung mitschwingt.

## Diskografie

### Als Leader
- The Way I Hear It (Uptee, 1999)
- Voyage (Uptee, 1999)
- Time factor (Uptee, 2001)
- Strike Force (Uptee, 2004)

### Als Sideman
- Art Ensemble of Chicago: Art Ensemble 1967-68 (Nessa)[2]
- Muhal Richard Abrams: Levels And Degrees Of Light (Delmark, 1967)
- Pheeroan akLaff: Fits Like A Glove (Gramavision, 1983)
- Billy Bang: The Fire From Within (Soul Note, ca. 1984)
- Anthony Braxton: Performance (Quartet) 1979 (hatART)
- Joseph Jarman: As If It Were The Seasons (Delmark, 1968)
- Leroy Jenkins: Themes & Improvisations On The Blues (CRI, 1992)
- John Lindberg: Discussion 5 (Black Saint, 1981)
- Roscoe Mitchell: Roscoe Mitchell (Chief, 1978)
- Lawrence Butch Morris: Testament - A Conduction Collection (New World, 1988–95)
- Amina Claudine Myers: The Circle Of Time (Black Saint, 1983)
- Sam Rivers: Waves (Tomato, 1978), Contrasts (ECM Records, 1979)
- Cecil Taylor: Live In Bologna (Leo, 1978), Live In Vienna (Leo, 1978), Olu Iwa (Soul Note, 1986)